# Otto al VIII-lea de Wittelsbach

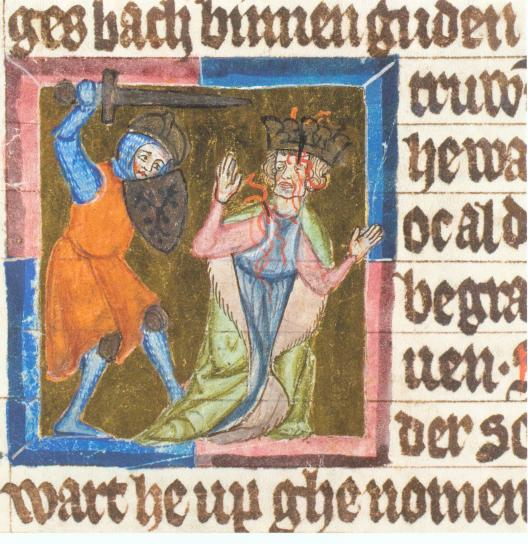
Contele Palatin Otto de Wittelsbach îl ucide pe Filip de Suabia.- miniatură din Cronica mondială saxonă din primul sfert al secolului al XIV-lea (Berlin, Biblioteca de stat a patrimoniului cultural prusac, fol. 129, fol. 117 verso)

Otto al VIII-lea de Wittelsbach (n. înainte de 1180 – d. 7 martie 1209, Oberndorf) a fost din 1189 până în 1208 conte palatin al Bavariei dintr-o ramură laterală a Casei de Wittelsbach. El a rămas în istorie mai ales pentru uciderea lui Filip de Suabia - primul rege romano-german asasinat.

## Originea
Otto al VIII-lea a fost fiul lui Otto al VII-lea (conte Palatin al Bavariei; d. 18 august 1189). Fratele său a fost Otto I care a devenit primul duce Wittelsbach de Bavaria în 1180. Vărul lui Otto al VIII-lea a fost ducele bavarez Ludovic I de Bavaria.
Otto al VIII-lea este menționat pentru prima dată în 1193 ca succesor al tatălui său în Palatinatul bavarez. Cu toate acestea el apare rar în sursele istorice în anii următori.

## Regicidul
Otto al VIII-lea de Wittelsbach a atins importanța politică mondială atunci când în iunie 1208 l-a ucis pe regele romano-german Filip al Suabiei la Bamberg. În această zi, avea loc nunta dintre nepoata lui Filip, Beatrice (moștenitoare a lui Otto I de Burgundia) și ducele Otto al VII-lea de Andrechs-Merania. Căsătoria a fost oficiată de episcopul Ekbert de Bamberg⁠(d), fratele mirelui. În timp ce Filip se odihnea după amiază, Otto al VIII-lea a cerut să intre în audiență la el. Regele a acceptat cererea, după care Otto a intrat, apoi a scos sabia și i-a tăiat lui Filip artera carotidă. După crimă, Otto a fugit.
Pe 7 martie 1209, după ce fusese declarat proscris, Otto a fost prins și ucis în Oberndorf lângă Kelheim de mareșalul imperial Henric de Kalden⁠(d). Capul lui a fost aruncat în Dunăre, iar trupul a fost ținut ani de zile într-un butoi până când călugării de la Mănăstirea Indersdorf au furat în sfârșit butoiul și au îngropat cadavrul în curtea mănăstirii.

### Motivul crimei
În 1203 Filip al Suabiei a logodit-o pe fiica sa în vârstă de un an, Cunigunda. cu Otto al VIII-lea de Wittelsbach în schimbul ajutorului dat de acesta în războiul împotriva landgrafului Herman I de Turingia (război care a durat din 1204 până în 1205). Filip nu a respectat acest acord și în 1207 a logodit-o pe fiica sa în vârstă deja de cinci ani cu Venceslau I în vârstă de doi ani, succesorul lui Ottokar I, regele Boemiei. Se presupune că Otto l-a ucis pe regele Filip ca răzbunare. Probabil că în ziua nunții dintre nepoata lui Filip, Beatrice, și ducele Otto al VII-lea de Andechs-Merania, Wittelsbach se aștepta ca Filip să renunțe sau să fie de acord cu o logodnă cu una dintre celelalte trei fiice ale sale (Beatrice de Suabia, Maria și Elisabeta de Suabia).

### Consecințe
Văduva lui Filip, regina Irina Angelina, fiica împăratului bizantin Isaac al II-lea Angelos, fiind însărcinată a fugit la Castelul Hohenstaufen și a suferit un avort spontan în urma căruia a murit pe 27 august 1208. În urmă au rămas patru fiice în vârstă de trei până la zece ani. Împăratul romano-german de mai târziu Frederic II-lea a fost singurul moștenitor de sex masculin rămas în viață.

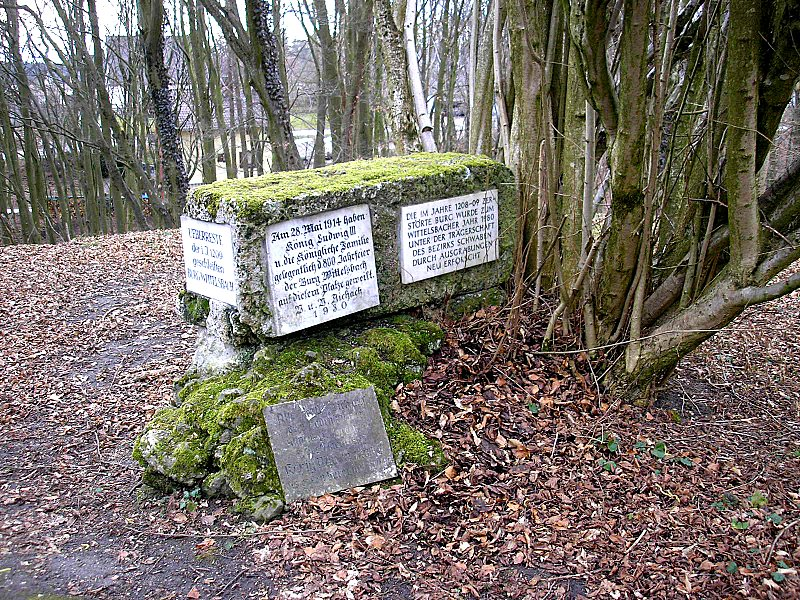
Piatra comemorativă a Castelului Wittelsbach, despre care se spune că a fost făcută după moartea lui Otto în 1209.

Familia Hohenstaufen a cerut ajutorul lui Otto al IV-lea, care a fost rege romano-german și împărat din 1208 până în 1212. Ducele bavarez Ludovic I, vărul lui Otto, a fost primul membru al acestei familii care a trecut de partea împăratului Otto al IV-lea după ce contele Palatin Otto al VIII-lea a fost declarat proscris și ucis în 1209. Se presupune că ducele Ludovic a distrus Castelul Wittelsbach, reședința ancestrală omonimă a propriei sale familii. Cu toate acestea, cercetările arheologice indică mai degrabă faptul că acesta a fost abandonat și demolat treptat prin extragerea materialului de construcție. Ducele a reușit, de asemenea, să-l convingă pe împăratul Otto al IV-lea că nu numai vărul său, contele palatin Otto, ci și episcopul Ekbert de Bamberg⁠(d) din Casa de Andechs au plănuit și pus în practică asasinatul de la Bamberg. Ludovic a confiscat atunci proprietatea familiei Andechs din Bavaria păstrând bunurile confiscate chiar și după ce s-a dovedit că afirmația fusese falsă. Mai mult, împăratul Otto al IV-lea i-a confirmat lui Ludovic dreptul de a lăsa moștenire titlul său de duce al Bavariei.
În Oberndorf, locul unde a murit Otto, o stradă și o mică piață îi poartă numele. 
În 2002 o piatră comemorativă a fost pusă pe locul unde a fost executat Otto al VIII-lea.